# Вонсош (Гуровський повіт)
Вонсош (пол. Wąsosz, нім. Herrnstadt) — місто в південно-західній Польщі, у басейні річок Орля та Барича.
Належить до Гурівського повіту Нижньосілезького воєводства.

## Демографія
Демографічна структура станом на 31 березня 2011 року:
|          | Загалом | Допрацездатний вік | Працездатний вік | Постпрацездатний вік |
| -------- | ------- | ------------------ | ---------------- | -------------------- |
| Чоловіки | 1404    | 287                | 986              | 131                  |
| Жінки    | 1393    | 283                | 832              | 278                  |
| Разом    | 2797    | 570                | 1818             | 409                  |